# Kabinett Wallmann
Das Kabinett Wallmann bildete vom 24. April 1987 bis 5. April 1991 die Landesregierung von Hessen.
Bei der Landtagswahl 1987 ergab sich eine knappe Mehrheit für eine schwarz-gelbe Regierung, die von dem am 23. April 1987 gewählten Ministerpräsidenten Walter Wallmann angeführt wurde.

## Kabinett
| Amt                                     | Name | Partei                                                                                                  | Partei | Staatssekretäre                                                                         |
| --------------------------------------- | --- | --- | ------ | --------------------------------------------------------------------------------------- |
| Ministerpräsident                       | Walter Wallmann | | CDU    | Alexander Gauland (Chef der Staatskanzlei) Otti Geschka Rolf Müller (ab 1. Januar 1989) |
| Stellvertreter des Ministerpräsidenten  | Wolfgang Gerhardt | | FDP    |                                                                                         |
| Wissenschaft und Kunst                  | Wolfgang Gerhardt | Frank Edgar Portz Jürgen Burckhardt (bis 15. September 1987) Hermann Kleinstück (ab 15. September 1987) | FDP    |                                                                                         |
| Inneres                                 | Gottfried Milde (bis 6. November 1990) Karl-Heinz Koch (kommissarisch 6.–20. November 1990) Hartmut Nassauer (ab 20. November 1990) | | CDU    | Reinhold Stanitzek                                                                      |
| Finanzen                                | Manfred Kanther | | CDU    | Hans Dethloff (bis 1. Oktober 1988) Claus Demke (ab 1. Oktober 1988)                    |
| Justiz                                  | Karl-Heinz Koch | | CDU    | Volker Bouffier                                                                         |
| Soziales                                | Karl-Heinrich Trageser | | CDU    | Gerald Weiß                                                                             |
| Kultus                                  | Christean Wagner | | CDU    | Heinrich Lauterbach (bis 25. September 1989) Manfred Sutter (ab 26. September 1989)     |
| Umwelt und Reaktorsicherheit            | Karlheinz Weimar | | CDU    | Manfred Popp                                                                            |
| Landwirtschaft, Forsten und Naturschutz | Irmgard Reichhardt | | CDU    | Rudolf Maurer                                                                           |
| Wirtschaft und Technik                  | Alfred Schmidt | | FDP    | Otto Kirst (bis 31. August 1989) Dieter Posch (ab 1. September 1989)                    |